# Tafahi

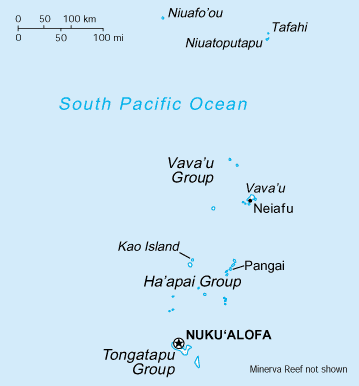
Lägeskarta, Tafahi längst upp

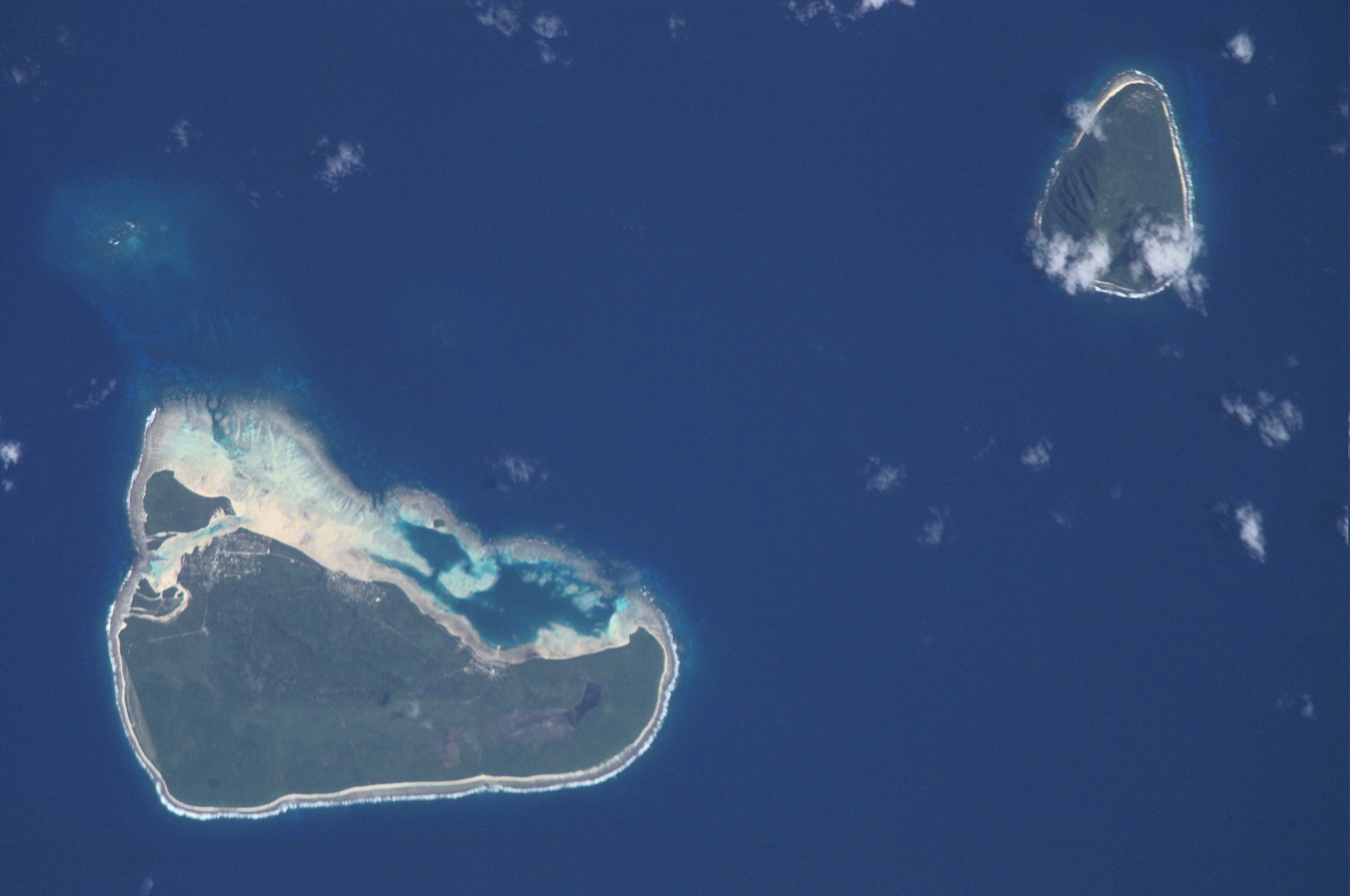
Tafahi till höger ovanför Niuatoputapu

Tafahi (tonganska motu ʻo Tafahi) är en ö i ögruppen Niuas som tillhör Tonga.

## Geografi
Tafahi ligger ca 9 kilometer nordöst om huvudön Niuatoputapu och är den minsta i ögruppen.
Ön är av vulkaniskt ursprung och har en sammanlagd areal om cirka 3,42 km² med en längd på ca 1,2 km och ca 2,8 km bred.
Den högsta höjden är vulkanen Piu-ʻo-Tafahi på ca 560 m ö.h.
Befolkningen uppgår till ca 100 invånare (1) där alla bor i öns enda bosättning på öns norra del. Förvaltningsmässigt utgör ögruppen ett del i distriktet Niuas division (2).
Ön kan endast nås med fartyg då den saknar flygplats.

## Historia
Tongaöarna beboddes av polynesier sedan 2000-talet f.kr. under Lapitakulturen.
Den nederländske upptäcktsresanden Willem Corneliszoon Schouten och Jacob Le Maire blev i maj 1616 de första européerna att besöka Tafahi. Då namngavs ön Cocos Eylandt.
I augusti 1767 återupptäckte brittiske Samuel Wallis Tafahi och som då namngav ön Boscawen's Isle.